# 小行星通報
小行星通報（Minor Planet Circulars），又名小行星和彗星（Minor Planets and Comets），简称MPCs，是一份总部位于美国马萨诸塞州剑桥的科學期刊， 小行星中心通常在每個滿月的日子發行。這份通報的內容包含天文觀測、小行星、彗星和一些天然衛星的軌道要素。
彗星的天體測量觀測是完整的發表，但是小行星的部分只是列出天文台的代碼和摘要 (小行星中心正在考慮是否要提供完整的觀測資料)。在通報中，還會發布新編號和命名的小行星，以及週期彗星的編號。新彗星和天然衛星的軌道也會在通報中發布；在小行星和彗星的軌道增補資料中也會出現新的小行星軌道。

## 外部連結
- MPC, MPO and MPS circulars （页面存档备份，存于）